# Belisana keyti
Belisana keyti är en spindelart som beskrevs av Huber 2005. Belisana keyti ingår i släktet Belisana och familjen dallerspindlar.
Artens utbredningsområde är Sri Lanka. Inga underarter finns listade.